# ماء فائق التأين
الماء فائق التأين هو أحد أطوار الماء تحت ضغط ودرجة حرارة كبيرة ليملك خواص الحالة السائلة والصلبة.
فعند درجة الحرارة والضغط الكبيرين كما هو الحال في داخل الكواكب الغازية فإن الماء يتواجد على شكل ماء متأين. حيث تتكسر الجزيئات وتتواجد شوارد الهيدروجين والأكسجين في السائل. وكلما ازداد الضغط يتشكل الأكسجين على شكل بلورات وتطفو شوارد الهيدروجين ضمن البنية الشبكية.

## الخواص
ما تزال فكرة الماء فائق التأين نظرية لكن هناك تصورات حول خواصه. ففي حال وجوده على الأرض فإنه ستمدد بسرعة وينفجر. ويعتقد أنه سيكون قاسي كالحديد وذو لون أصفر ذهبي.

## تاريخ الأدلة التجريبية والنظرية
تصور كافزوني في سنة 1999 الحالة التي سيتواجد عليها الماء والأمونيا في ظروف مثل ظروف كوكب نبتون وأورانوس. قام فريق بحث بقيادة لورانس ليد في سنة 2005 بمحاكاة ظروف التشكل، معتمدين على تقنية تحطيم جزيئات الماء وتسخين حاد لها باستخدام الليزر ولاحظوا تكرر في الإنزيحات دلالة على أن التحول قد بدأ. كما قام الفريق بمحاكاة حاسوبية ليجدوا أن الماء فائق التأين يحدث.